# Eurovision Young Dancers
Eurovision Young Dancers är en danstävling som hålls vartannat år för unga europeiska dansare. Sedan år 1985 har alla länder som är medlemmar av EBU rätt att skicka en dansare till tävlingen. Dansen kan antingen vara solo eller duett som består av modern dans eller klassisk dans och alla deltagare måste vara mellan 15 och 21 år gamla. Tävlingen anordnas under tre dagar i sträck, under två semifinaler och en final. Endast Top15 går vidare till finalen och bara Top3 avslöjas. Vinnarna får en prischeck.
| År   | Vinnare                             | Land          | Arrangör                    |
| ---- | ----------------------------------- | ------------- | --------------------------- |
| 1985 | Aranxta Arguelles                   | Spanien       | Reggio nell'Emilia, Italien |
| 1987 | Rose Gadh-Poulsen och Nikolai Hübbe | Danmark       | Schwartzingen, Tyskland     |
| 1989 | Agnes Letestu                       | Frankrike     | Paris, Frankrike            |
| 1991 | Armaya Iglesias                     | Spanien       | Helsingfors, Finland        |
| 1993 | Senaida Janovski                    | Spanien       | Stockholm, Sverige          |
| 1995 | Ruth Miro och Jesu Sauquillo        | Spanien       | Lausanne, Schweiz           |
| 1997 | Antonio Carmena                     | Spanien       | Gdansk, Polen               |
| 1999 | Katia Wünsche och Johan Stegli      | Tyskland      | Lyon, Frankrike             |
| 2001 | David Kupinski och Marcin Kupinski  | Polen         | London, Storbritannien      |
| 2003 | Kristina Oom och Sebastian Michanek | Sverige       | Amsterdam, Nederländerna    |
| 2005 | Milou Nuyens                        | Nederländerna | Warszawa, Polen             |